# 平敷安常
平敷 安常（ひらしき やすつね、1938年〈昭和13年〉 - ）は、日本のノンフィクション作家。元米国ABCニュース所属の戦場カメラマン。著書『キャパになれなかったカメラマン ベトナム戦争の語り部たち』で大宅壮一ノンフィクション賞。米国ニュージャージー州在住で国籍もアメリカ。ベトナム人の夫人との間に一女一男がいる。

## 略歴
沖縄県出身。幼少年期を九州で過ごし、中学3年生の終わりに大阪府に転居した。大阪府立寝屋川高等学校を卒業し、大阪で初の民間放送テレビ局「大阪テレビ放送」に就職。毎日放送（MBS）に移り、ニュース番組カメラマンとして勤務。1965年（昭和40年）ベトナム戦争取材班として現地に赴いた。 
任期の終了で日本に帰国となるが、現地で取材を継続することを望み、毎日放送を依願退職。フリーランスとして再度ベトナムに渡り、アメリカの放送局abcNewsに正式採用された。 
ベトナム戦争終了後は、中東戦争、湾岸戦争、イラク戦争などの各戦地を取材。また、2001年の9.11同時多発テロ事件の時も、ツインタワー超高層ビルのワールドトレードセンター崩壊をカメラに収め、世界に発信した。なお、ツインタワー設計者のミノル・ヤマサキの夫人、平敷照子は縁戚にあたる。
68歳まで現役を務め、ベトナム支局、香港支局、フランクフルト支局、ニューヨーク本社と約40年間に渡り同社に勤め2006年に退社した。日本人で米国abcNewsに正社員として勤務したカメラマンは平敷と、東京支局の大串雅昭の2人だけである。
退職後に上梓した処女作「キャパになれなかったカメラマン～ベトナム戦争の語り部たち～」（講談社・上下巻） にて2009年（平成21年）第40回大宅壮一ノンフィクション賞を受賞。70歳を過ぎて、処女作が出版関連の賞を受けるのは極めて稀である。
受賞に際し、審査委員長であった関川夏央は、「若い世代に受賞をしてもらいたいという本音はあったが、70歳を過ぎた彼の、実経験に基づいた圧倒的な筆力・文章力には勝てなかった。」とした。
2011年5月18日号のNewsWeek日本版において、俳優の渡辺謙、テニスプレーヤーのクルム伊達公子らとともに「世界で尊敬される日本人25人」に選出された。

## カメラマンとしての足跡
ベトナム戦争の戦地では、アメリカでジャーナリストとして有名なテッド・コッペル（英語: Ted Koppel）、ピーター・ジェニングスなどの放送記者とペアを組み、様々な作戦の取材を精力的に行った。戦地における勇猛さ、機敏さから「カミカゼ・トニィ（ヤスツネという名前が発音しづらいため、トニィという愛称で呼ばれていた）」 とニックネームを付けられた。
当時、世界各国からカメラマンやジャーナリストがベトナムに来ており、取材の合間に仲間同士で集まることも多く、平敷の現地歴が長かったことから開高健や、写真『安全への逃避』で知られるピュリッツァー賞受賞者の沢田教一など多くの日本人記者・カメラマンなどと交友があった。
また、1970年（昭和45年）沢田の死の前日、最後に会っていたのは平敷であり、お互いに写真を撮り合った。その写真が結果的に沢田の遺影として使われることとなり、一般的に知られる沢田の顔は、この遺影である。
ベトナム戦争時、親友を失った自責の念から、カメラマンに関わる賞・コンクールを拒否しており、関連する受賞歴等はない。

## 著作
- 『キャパになれなかったカメラマン～ベトナム戦争の語り部たち』（上・下）
講談社　2009年／講談社文庫、2013年。（NHK-FM FMシアターにてラジオドラマ化）
- 『サイゴン・ハートブレーク・ホテル　日本人記者たちのベトナム戦争』講談社　2011年
- 『アイ・ウィットネス～時代を目撃したカメラマン』講談社　2013年